# 耶和华见证人和地狱
耶和华见证人认为，世界上根本就不存在大多数宗教所描述的地狱，地狱的存在跟《圣经》的原文及整本圣经內容相违背，违背了对上帝的描述、上帝对地球和人类的旨意。以下内容是耶和华见证人出版物对此话题作出的解释。

## 常見的地狱形象
在大多数宗教里，地狱乃是一个恐怖地方，是人或坏人死去后要去的地方。地狱存在的前提是，人死后有不死的灵魂继续存在。而圣经多段经文概念中，如《传道书》第9章第5节，《诗篇》第146章第4节，人不存在不死的灵魂。
大部分宗教往往描述不死的灵魂在地狱受罚，并受到无尽的煎熬，是各种酷刑和恶魔共存的没希望地方。在某些影视作品中，都把地狱描述成一个暗无天日或者仿佛经历过核战一样的地方。

## 圣经根据
在不少圣经译本里面都出现永火地狱这个词，但是希腊语和希伯来语原文的意思并没有上述对地狱的描述，反而在其它宗教中也有类似恶描述，例如佛教中的十八层地狱，印度教中的无间地狱等。有历史学家认为，地狱的概念源于古老宗教对灵魂不死的想法，以让人产生对神明的敬畏。在圣经的启示录中，火湖的异象往往被認為对地狱的描述。但启示录并不一定指实际的东西，除了对“地狱”的象征之外还有很多象征物，如大巴比伦，狮子，死灵等。另耶稣曾提到的所谓的地狱，乃是耶路撒冷城外的一个垃圾场欣嫩子谷。
在《约翰一书》第4章第8节，使徒约翰指出上帝就是爱。耶和华见证人推断，上帝对不会创造地狱。圣经执笔者大卫在《诗篇》第146章第4节所罗门在《传道书》第9章第5节中也指出人死去后当天一切思维活动都会停止，传道书9：10节也指出，人死后也不存在类似于灵魂的东西继续存在于世界上。《圣经》既没有灵魂不死这个前提，那么就更谈不上灵魂在地狱里受百般折磨。

## 参看
- 地狱
- 耶和华见证人
- 圣经新世界译本
- 耶和华见证人的信条